# Conacul Marghiloman din Hagiești
Conacul Marghiloman este un monument istoric aflat pe teritoriul satului Hagiești; comuna Sinești.

## Prezentare
Conacul Marghiloman a fost construit, pe două niveluri, între anii 1869 - 1874, înglobând porțiuni din zidăriile unui ansamblu rezidențial boieresc datând de la sf. sec. al XVII-lea. Clădirea este tipică pentru arhitectura reședințelor boierești din secolul al XIX-lea.
Ridicat cu meșteri italieni, conacul care a fost proprietatea lui Alexandru Marghiloman are trei niveluri, pivniță, parter de 7 camere, un etaj cu 10 încăperi, un hol central și 2 terase laterale.

## Situația actuală
După moartea lui Alexandru Marghiloman, conacul i-a rămas moștenire Suzanei Marghiloman și a fost apoi lăsat în custodia familiei Capră. După 1950 a fost utilizat ca magazie de către CAP Hagiești. Din 1996 se a intrat în restaurare.
Conacul a fost introdus într-un program comun al Consiliului Europei și Comisiei Europene, program menit să contribuie la salvarea și punerea în valoare a monumentelor istorice și siturilor arheologice din Europa de Sud Est. Aflat în proprietatea Ministerului Culturii și Cultelor (MCC), conacul Marghiloman a beneficiat de fonduri importante din partea acestei instituții, pentru restaurare, însă, nealocându-i-se o funcționalitate exactă, în timp s-a distrus și ce s-a restaurat.
Deși listat ca monument istoric, conacul Marghiloman de la Hagiești a ajuns o ruină ce servește ca loc de adăpost pentru turmele de oi ale ciobanilor din apropiere.

## Galerie

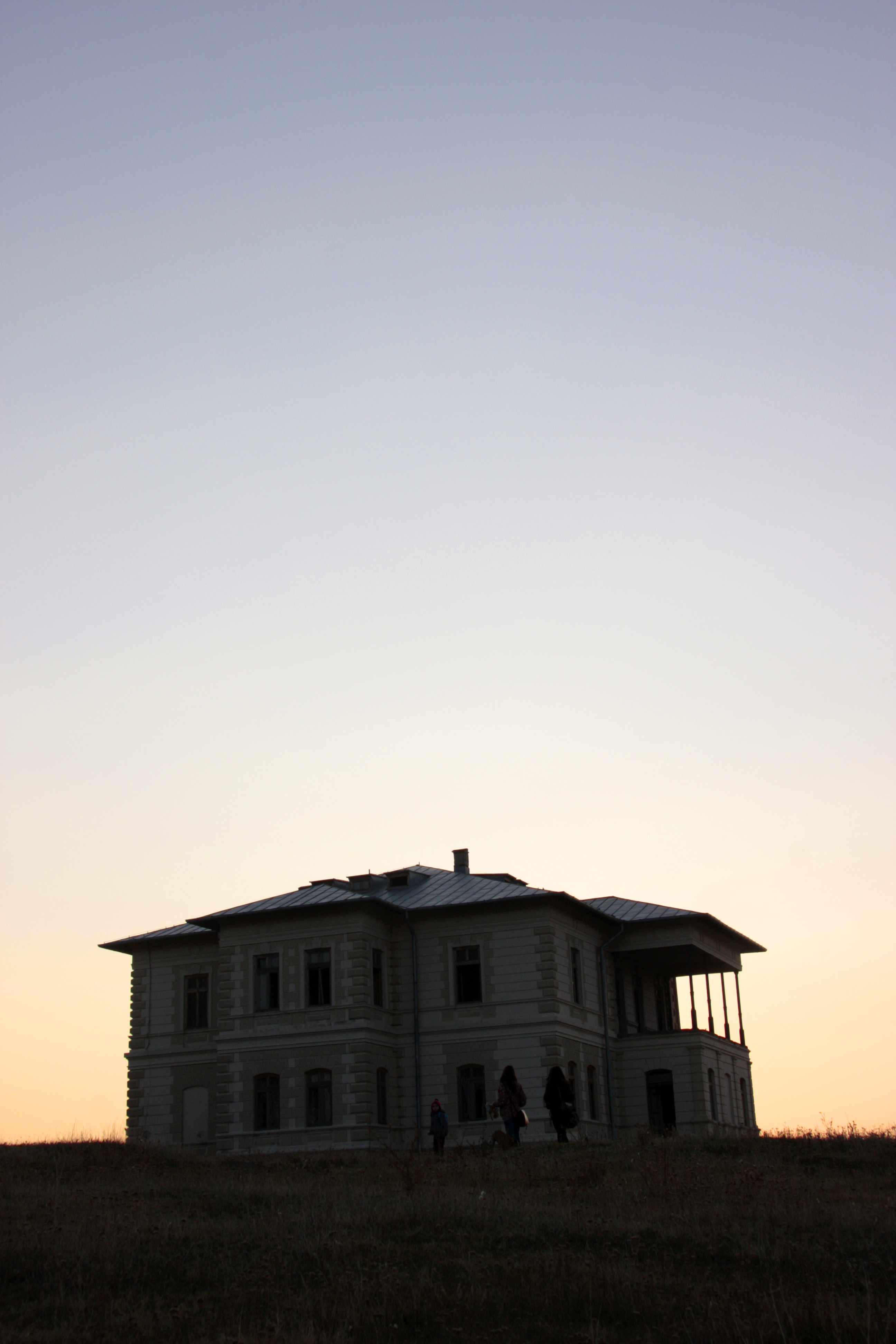
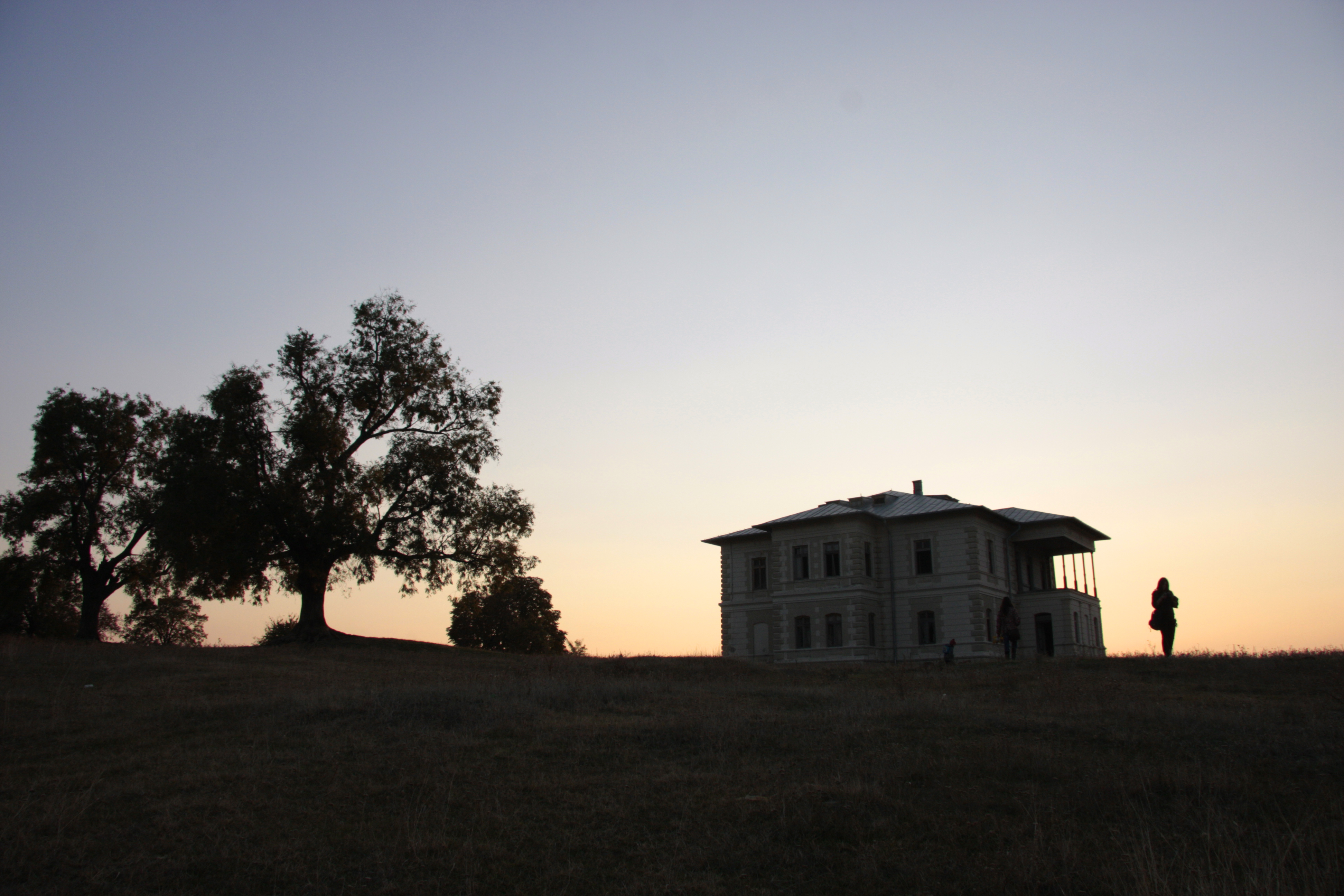
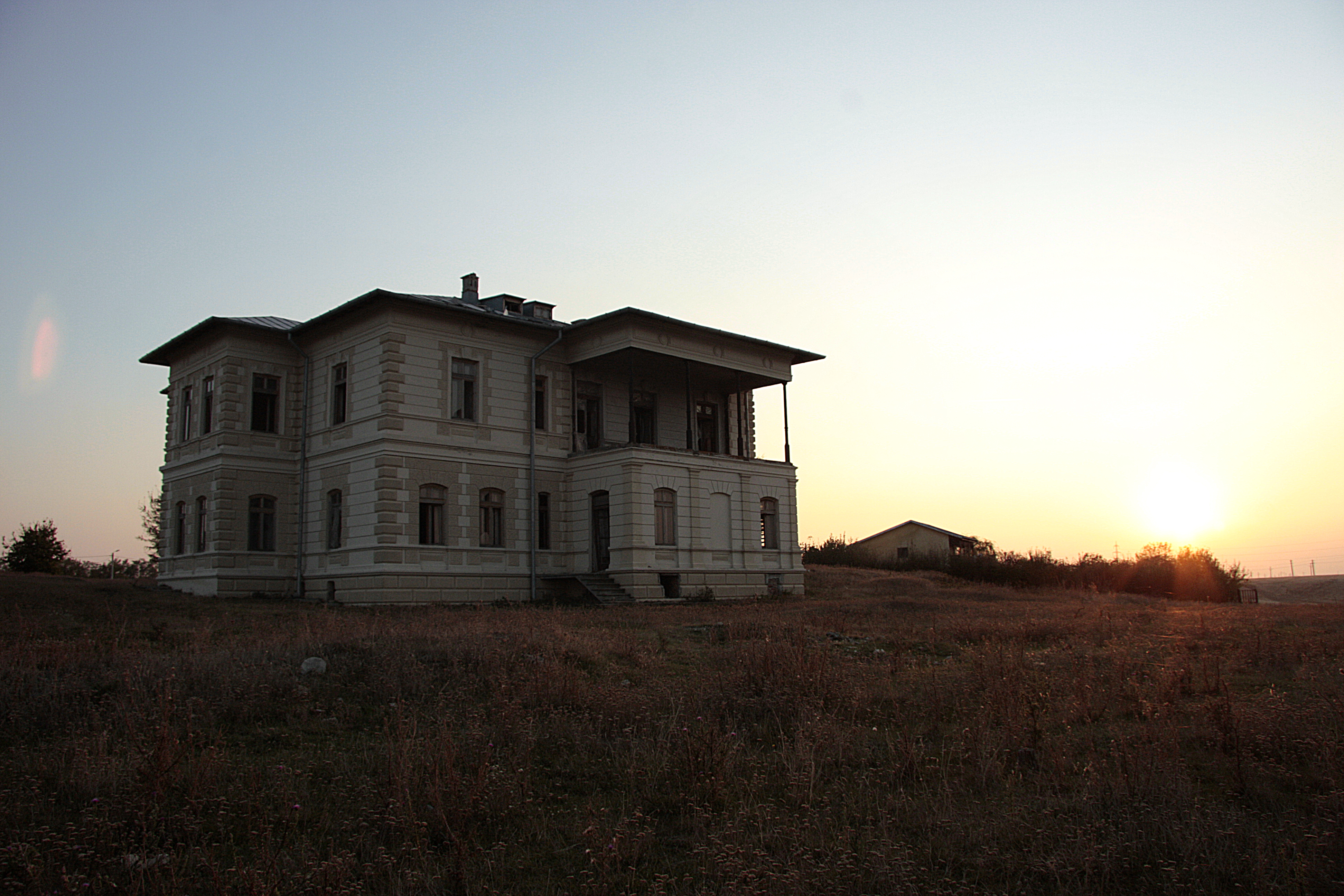
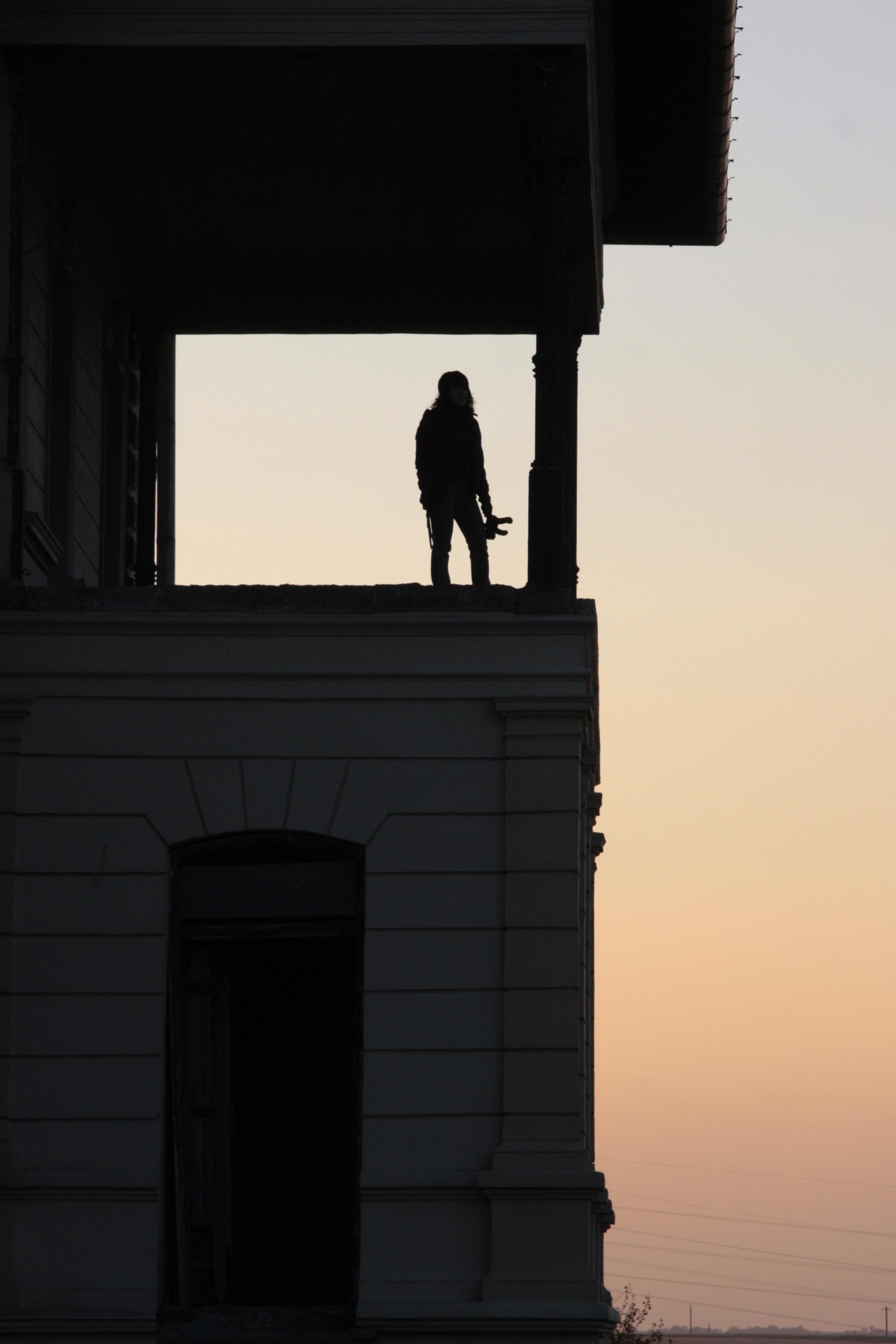
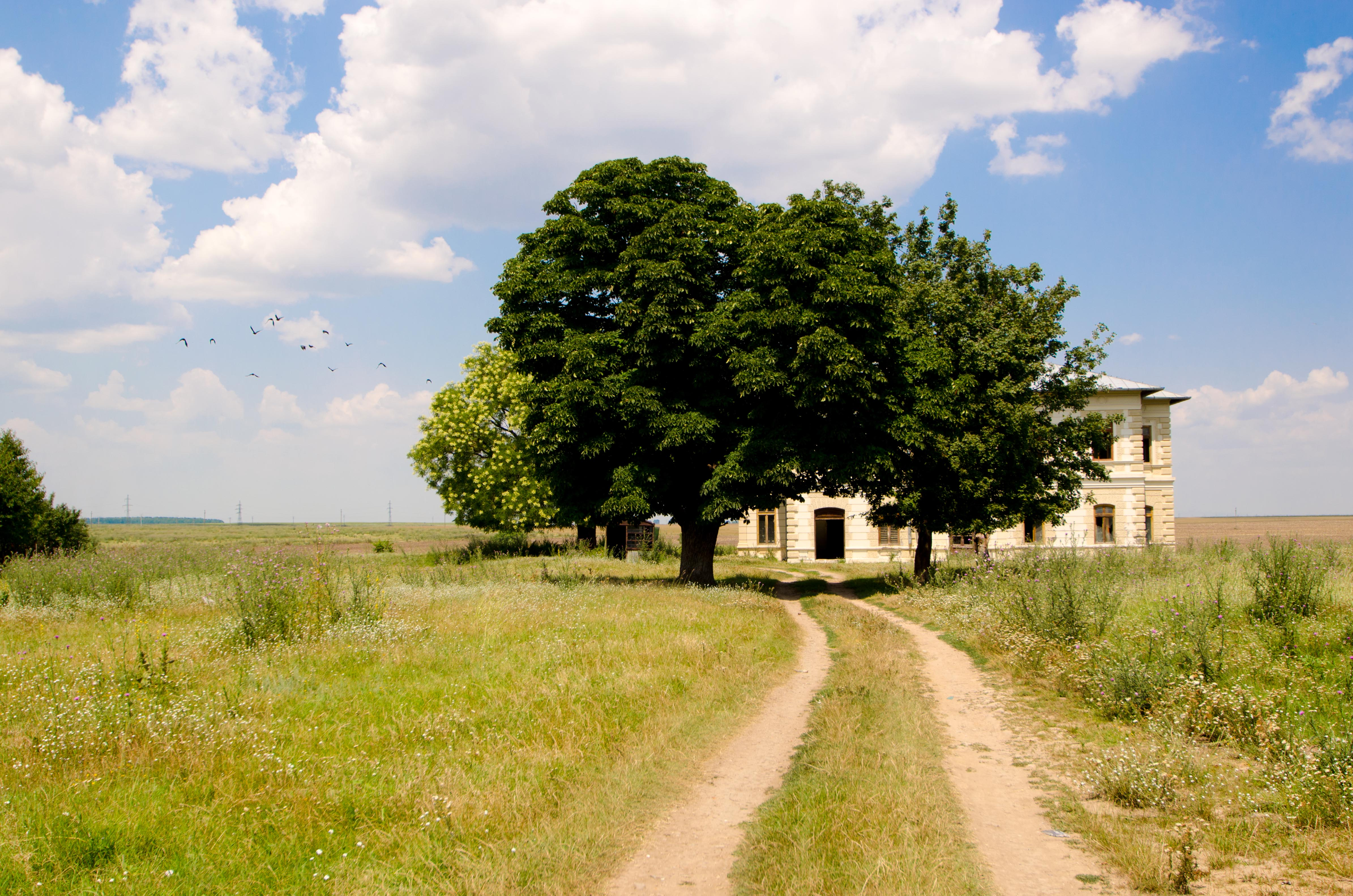